# Асанбек, Турар Бахтыбекулы
Турар Бахтыбекулы Асанбек (каз. Тұрар Бақтыбекұлы Асанбек; род. 11 августа 2005, Казахстан, при рождении (и до 2024 года) Турар Еркенбек (каз. Тұрар Еркенбек) — казахстанский футболист, полузащитник клуба «Туран».

## Карьера
Футбольную карьеру начинал в 2023 году в составе клуба «Ордабасы М» во второй лиге. 18 апреля 2023 года в матче против клуба «Академия Онтустик М» (0:3) дебютировал во второй лиге Казахстана.
1 июля 2024 года подписал контракт с клубом «Туран». 9 марта 2025 года в матче против клуба «Актобе» дебютировал в казахстанской Премьер-лиге (1:2), выйдя на замену на 79-й минуте вместо Бехруза Аскарова.

## Клубная статистика
| Клуб             | Сезон            | Лига | Лига | Кубки | Кубки | Еврокубки | Еврокубки | Итого | Итого |
| Клуб             | Сезон            | Игры | Голы | Игры  | Голы  | Игры      | Голы      | Игры  | Голы  |
| Ордабасы         |                  |      |      |       |       |           |           |       |       |
| ---------------- | ---------------- | ---- | ---- | ----- | ----- | --------- | --------- | ----- | ----- |
| → Ордабасы М     | 2023             | 18   | 0    | —     | —     | —         | —         | 18    | 0     |
| → Ордабасы М     | 2024             | 5    | 0    | —     | —     | —         | —         | 5     | 0     |
| → Ордабасы М     | Итого            | 23   | 0    | —     | —     | —         | —         | 23    | 0     |
| Туран            | 2025             | 1    | 0    | —     | —     | —         | —         | 1     | 0     |
| Туран            | Итого            | 1    | 0    | —     | —     | —         | —         | 1     | 0     |
| → Туран М        | 2024             | 6    | 0    | —     | —     | —         | —         | 6     | 0     |
| → Туран М        | Итого            | 6    | 0    | —     | —     | —         | —         | 6     | 0     |
| Всего за карьеру | Всего за карьеру | 30   | 0    | —     | —     | —         | —         | 30    | 0     |